# Eremophila arguta
Eremophila arguta är en flenörtsväxtart som beskrevs av Chinnock. Eremophila arguta ingår i släktet Eremophila och familjen flenörtsväxter. Inga underarter finns listade i Catalogue of Life.